# Neocollettia wallichii
Neocollettia wallichii là một loài thực vật có hoa trong họ Đậu. Loài này được (Kurz) Schindl. miêu tả khoa học đầu tiên.